# Enshi (Stadt)
Koordinaten: 30° 17′ N, 109° 29′ O
Die Stadt Enshi (恩施市, Ēnshī Shì) ist eine kreisfreie Stadt im Südwesten der chinesischen Provinz Hubei. Sie ist die Hauptstadt des Autonomen Bezirks Enshi der Tujia und Miao. Die Stadt Enshi hatte im September 2020 eine Gesamtfläche von 3971,58 km², davon 58,2 km² überbaute Fläche.
Zu diesem Zeitpunkt lebten in Enshi 836,800 Menschen, die im gesamten Jahr 2020 ein Bruttosozialprodukt von 35,699 Milliarden Yuan erwirtschafteten, das meiste davon im Dienstleistungssektor.

## Geschichte
Die Tujia, die heute knapp 40 % der Bevölkerung des Stadtgebiets stellen, sind Nachfahren der Ba-Stämme, die ursprünglich in der Jianghan-Ebene in Zentral-Hubei lebten. Nach Konflikten mit dem Staat Chu zogen sie sich nach Westen in den heutigen Bezirk Enshi zurück und gründeten in der Zeit der Frühlings- und Herbstannalen (722–476 v. Chr.) den Staat Ba (巴国). Die Hauptstadt von Ba, nach einem der Stämme der Konföderation „Yicheng“ (夷城, also „Stadt der Yi“) genannt, lag etwas nordwestlich der heutigen Stadt Enshi. Um 300 v. Chr., während der Zeit der Streitenden Reiche, wurde der Staat Ba von Chu erobert und als „Kommandantur Wu“ (巫郡, benannt nach dem Wu Shan, der heute die Grenze zwischen Chongqing und Hubei bildet) in das Königreich integriert. Als Chu 223 v. Chr. von Qin erobert wurde, zog sich ein Teil der Bevölkerung des heutigen Enshi in das Wuling-Gebirge zurück. Der Rest der alten Ba-Stämme verschmolz mit den ursprünglich in dem Gebiet ansässigen Stämmen und bildete das Tujia-Volk.
Administrativ gehörte das heutige Enshi ab der Reichseinigung 221 v. Chr. zur südlichen Kommandantur Qianzhong (黔中郡) der Qin-Dynastie. Während der Zeit der Drei Reiche gehörte die Stadt ab 222 zum Staat Wu. Im Jahr 260 richtete Kaiser Sun Xiu dort erstmals einen Kreis ein, den Kreis Shaqu (沙渠县), der nun der Präfektur Jingzhou unterstand.
Die Anfänge des heutigen Ortsnamens gehen auf die Östliche Jin-Dynastie zurück, als General Huan Wen (桓温), besser bekannt als Huan Yuanzi (桓元子, 312–373), ein Han-Chinese aus Anhui, an der Stelle des heutigen Enshi erneut eine befestigte Stadt errichtete. Huan Yuanzi ernannte sich selbst zum „König von Shi“ (施王), ein Titel, den seine Nachfahren weiterhin führten. Um 562 entmachtete Kaiser Yuwen Yong der Nördlichen Zhou-Dynastie den König von Shi und gründete die Präfektur Shi (施州), im Prinzip der heutige Bezirk Enshi.
Während der Yuan-Dynastie (1271–1368) wurde die Verwaltung dort von örtlichen Stammesführern, sogenannten „Tusi“ durchgeführt. 1371 hatte die Ming-Dynastie das Gebiet zurückerobert, die Stammesführer erklärten ihre Loyalität zur neuen Regierung. 1381 wurde schließlich die Präfektur Shi wiedergegründet und dort eine militärisch-zivile Kommandantur (军民指挥使司) eingerichtet. Die Qing-Dynastie übernahm ab 1644 zunächst das alte System, 1728 wurde dann der zivile Kreis Enshi (恩施县) gegründet.
Wenngleich sich die Zuordnung zu übergeordneten Verwaltungseinheiten im Laufe der folgenden zweihundert Jahre mehrmals änderte, blieb Enshi als Kreis immer erhalten. Als nach der Schlacht um Wuhan die Hauptstadt von Hubei am 25. Oktober 1938 in japanische Hände fiel, verlegten die Provinzregierung und das Oberkommando des 6. Militärbezirks der Nationalrevolutionären Armee ihren Sitz nach Enshi, wo sie bis zum Ende des Zweiten Weltkriegs blieben. Die damaligen Verwaltungsgebäude und Unterkünfte der Beamten und Offiziere wurden zwar von der Regierung von Hubei am 22. Juni 2014 unter Denkmalschutz gestellt, sind aber nicht gut erhalten.
Am Abend des 6. November 1949, also einen Monat nach der Gründung der Volksrepublik China, eroberte die 2. Division der Volksbefreiungsarmee Enshi, am folgenden Tag wurde die Volksregierung des Kreises Enshi (恩施县人民政府) eingerichtet.
Am 7. November 1981 genehmigte der Staatsrat der Volksrepublik China die Umwandlung des Stadtgebiets in eine kreisfreie Stadt. Parallel dazu blieb der Kreis Enshi weiter bestehen, dem die umliegenden Gemeinden und Großgemeinden unterstanden. Am 19. August 1983, gleichzeitig mit der Gründung des Autonomen Bezirks Westhubei der Tujia und Miao (鄂西土家族苗族自治州), wurde der Kreis Enshi aufgelöst und die umliegenden Ortschaften der Stadt Enshi unterstellt. Am 4. April 1993 erhielt der Autonome Bezirk mit Genehmigung des Staatsrats ebenfalls den Namen „Enshi“.

## Administrative Gliederung

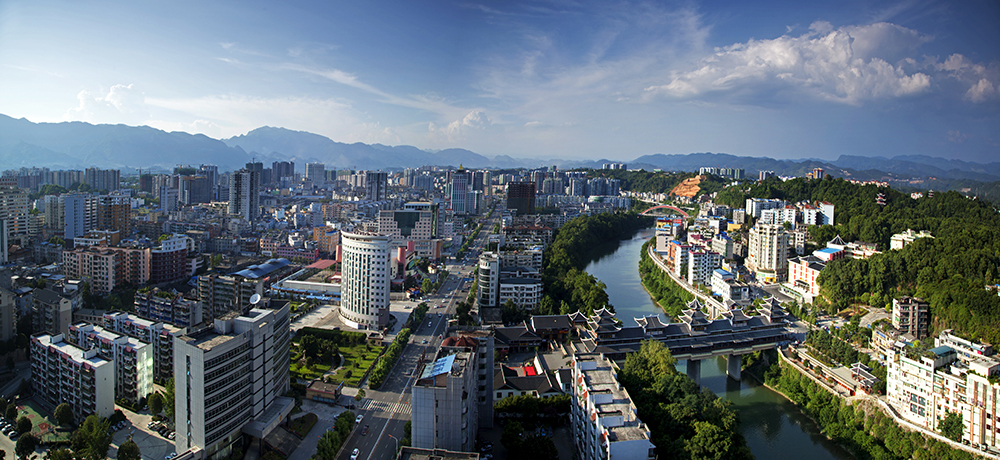
Blick von Süden über die Stadt

Auf Gemeindeebene setzt sich Enshi aus fünf Straßenvierteln, sechs Großgemeinden und sieben Gemeinden zusammen.
Diese sind:
Straßenviertel Jinziba (金子坝街道)
Straßenviertel Liujiaoting (六角亭街道)
Straßenviertel Qiliping (七里坪街道)
Straßenviertel Wuyangba (舞阳坝街道), Sitz der Stadtregierung
Straßenviertel Xiaoduchuan (小渡船街道)
Großgemeinde Baiyangping (白杨坪镇)
Großgemeinde Banqiao (板桥镇)
Großgemeinde Cuijiaba (崔家坝镇)
Großgemeinde Longfeng (龙凤镇)
Großgemeinde Sancha (三岔镇)
Großgemeinde Shengjiaba (盛家坝镇)
Gemeinde der Dong Bajiao (芭蕉侗族乡)
Gemeinde Baiguo (白果乡)
Gemeinde Hongtu (红土乡)
Gemeinde Shadi (沙地乡)
Gemeinde Taiyanghe (太阳河乡)
Gemeinde Tunbao (屯堡乡)
Gemeinde Xintang (新塘乡)

## 1. Städtisches Gymnasium
Zu Beginn des 20. Jahrhunderts war Japan wesentlich fortschrittlicher als China. Um den Bildungsrückstand aufzuholen, beauftragte Kaiser Aisin Gioro Zaitian im Sommer 1903 die hochrangigen Beamten Zhang Baixi (张百熙, 1847–1907), Rong Qing (荣庆, 1859–1917) und Zhang Zhidong, nach dem Vorbild des japanischen Schulsystems chinesische Schulstatuten auszuarbeiten. Im Februar 1904 wurde schließlich die „Kaiserliche Schulsatzung“ (奏定学堂章程) verkündet.
In Enshi gab es bereits private höhere Lehranstalten (书院), aber auf der Basis dieses Edikts wurde nun 1906 im heutigen Straßenviertel Liujiaoting das „Staatliche Gymnasium der Präfektur Shi-Süd“ (施南府官立中学堂) gegründet.
Dies gilt heute als Ursprung des 1. Städtischen Gymnasiums von Enshi.
Nach der Xinhai-Revolution 1911 stellte die Schule für einige Jahre den Betrieb ein, wurde dann aber 1917 als „Südkommandantur-Gymnasium“ (南郡中学) wiedereröffnet. 1922 ging die Zuständigkeit für die Schule an die Provinzregierung über, sie hieß nun „13. Provinzgymnasium von Hubei“ (湖北省第十三中学).
1934 wurde die Schule in „Unterstufengymnasium Enshi der Provinz Hubei“ (湖北省立恩施初级中学) umbenannt.
Damals gab es in Westhubei zwar in allen Kreisstädten und der Mehrzahl der Großgemeinden öffentliche Grundschulen, auf dem Land gab es jedoch mehrheitlich nur private Einklassenschulen (私塾), wo es an der Qualifikation der Lehrer häufig mangelte. Daher beantragte Direktor Wu Jingming (吴经明, 1876–1970) im Jahr 1935 beim Unterrichtsministerium der Provinz Hubei, am Gymnasium Dorfschullehrer ausbilden zu dürfen. Im Herbst 1937 genehmigte das Ministerium die Lehrerausbildung. Es wurde das „Landlehrerseminar am Unterstufengymnasium Enshi“ (恩施初中乡村师范班) mit gut 40 Studentinnen und Studenten gegründet, die sich aus Absolventen der Schule rekrutierten und in einem dreijährigen Studiengang zu Grundschullehrern ausgebildet wurden.
In den 1940er Jahren wurde die Verantwortung für die Schule von der Provinz auf den Kreis Enshi übertragen. Im Zuge des  1. Fünfjahresplans (1953–1957) wurde das Unterstufengymnasium des Kreises Enshi 1956 zu einem vollen, sechsjährigen Gymnasium hochgestuft und in „2. Gymnasium von Enshi“ (恩施第二中学) umbenannt. Als am 19. August 1983 der Kreis Enshi aufgelöst und mit der Stadt Enshi vereinigt wurde, erhielt das Gymnasium schließlich seinen heutigen Namen: 1. Städtisches Gymnasium Enshi (恩施市第一中学). Seit 2017 ist die Schule eines der rund 100 Mustergymnasien (示范高中) der Provinz Hubei. Berühmteste Schülerin des 1. Städtischen Gymnasiums ist die Raumfahrtingenieurin Rong Yi, Chefkonstrukteurin der bemannten Trägerrakete Langer Marsch 2F/G, die dort 1997 Abitur gemacht hatte.

## Nationalitäten-Universität Hubei
Am östlichen Stadtrand von Enshi befindet sich die Nationalitäten-Universität Hubei (湖北民族大学). Im Sommer 1938 wurden unter dem Eindruck der Schlacht um Wuhan die Pädagogischen Lehranstalten für Landlehrer (乡村师范学校) von Wuchang, Huanggang, Xiangyang, Yichang und Yunyang in das Dorf Yandongsi (岩洞寺村, „Felshöhlentempel“) des heutigen Straßenviertels Dongcheng (东城街道) des Kreises Lichuan im Westen des Bezirks Enshi verlagert und zur „Vereinigten Pädagogischen Zweiglehranstalt Lichuan für Lehrer an ländlichen höheren Schulen der Provinz Hubei“ (湖北省立联合中等以上学校利川乡村师范分校) zusammengelegt. Bald darauf wurde der Einrichtung auch das Landlehrerseminar am Unterstufengymnasium Enshi angegliedert; zum Schuljahresbeginn Anfang September 1938 erhielt die Einrichtung den Namen „Vereinigte Pädagogische Zweiglehranstalt für Lehrer an ländlichen Gymnasien der Provinz Hubei“ (湖北省立联合中学乡村师范分校). 1941 wurde der Name dann auf „Siebte Pädagogische Lehranstalt der Provinz Hubei“ (湖北省立第七师范学校) verkürzt. Im April 1946 – die Provinzregierung war im Herbst 1945 zurück nach Wuhan gezogen – wurde die Pädagogische Lehranstalt aus Lichuan in das heutige Straßenviertel Wuyangba der Stadt Enshi verlegt, wo sie im ehemaligen Versuchsgymnasium der Provinz (省立实验中学) ein neues Quartier fand. Im Februar 1947 erhielt die Einrichtung den Namen „Pädagogische Lehranstalt Enshi der Provinz Hubei“ (湖北省立恩施师范学校).

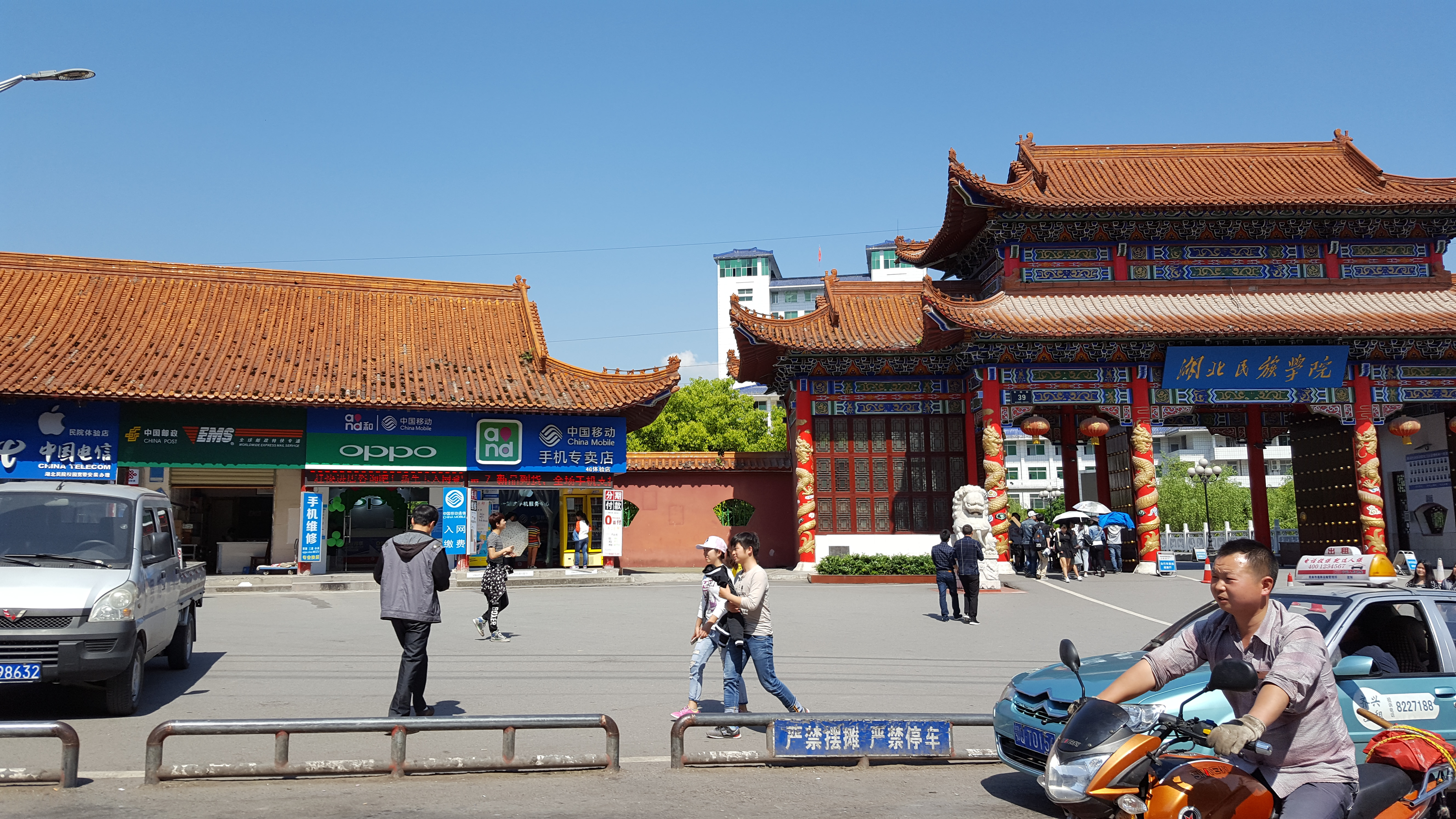
Haupttor der Universität

Die genaue Schreibweise änderte sich im Laufe der folgenden dreißig Jahre mehrmals, die Pädagogische Lehranstalt als solche blieb aber erhalten, bis sie 1978 zur Pädagogischen Fachhochschule Enshi (恩施师范专科学校) hochgestuft wurde. Anfang 1984 erteilte das Ministerium für Bildung der Volksrepublik China die Genehmigung, die Fachhochschule, die bislang eine dreijährige berufsorientierte Ausbildung bot, zu einer regulären Universität auszubauen. Am 6. April 1984 wurde die Universität Westhubei (鄂西大学) in Anwesenheit von Hu Yaobang, dem Generalsekretär der Kommunistischen Partei Chinas, feierlich eingeweiht. 1989 wurde die Universität dann in „Nationalitäten-Akademie Hubei“ (湖北民族学院) umbenannt, es wurden weiterhin vierjährige Studiengänge mit Diplomabschlüssen angeboten. Als Studenten hatte man nun Angehörige ethnischer Minderheiten, vor allem aus Hubei und den westlich davon gelegenen Provinzen (Sichuan etc.) im Blick.
1998 wurde mit Genehmigung des Bildungsministeriums die 1958 gegründete Medizinische Fachhochschule Enshi (恩施医学高等专科学校) in die Nationalitäten-Akademie integriert. Im November 2018 erhielt die Hochschule schließlich ihren heutigen Namen. Im Studienjahr 2022/2023 wurden dort an 19 Fakultäten 50 Studiengänge angeboten. Zu diesem Zeitpunkt waren gut 20.000 Studenten aus 24 Provinzen eingeschrieben, die von 367 Dozenten, darunter 139 Professoren, unterrichtet wurden.

## Verkehrsanbindung

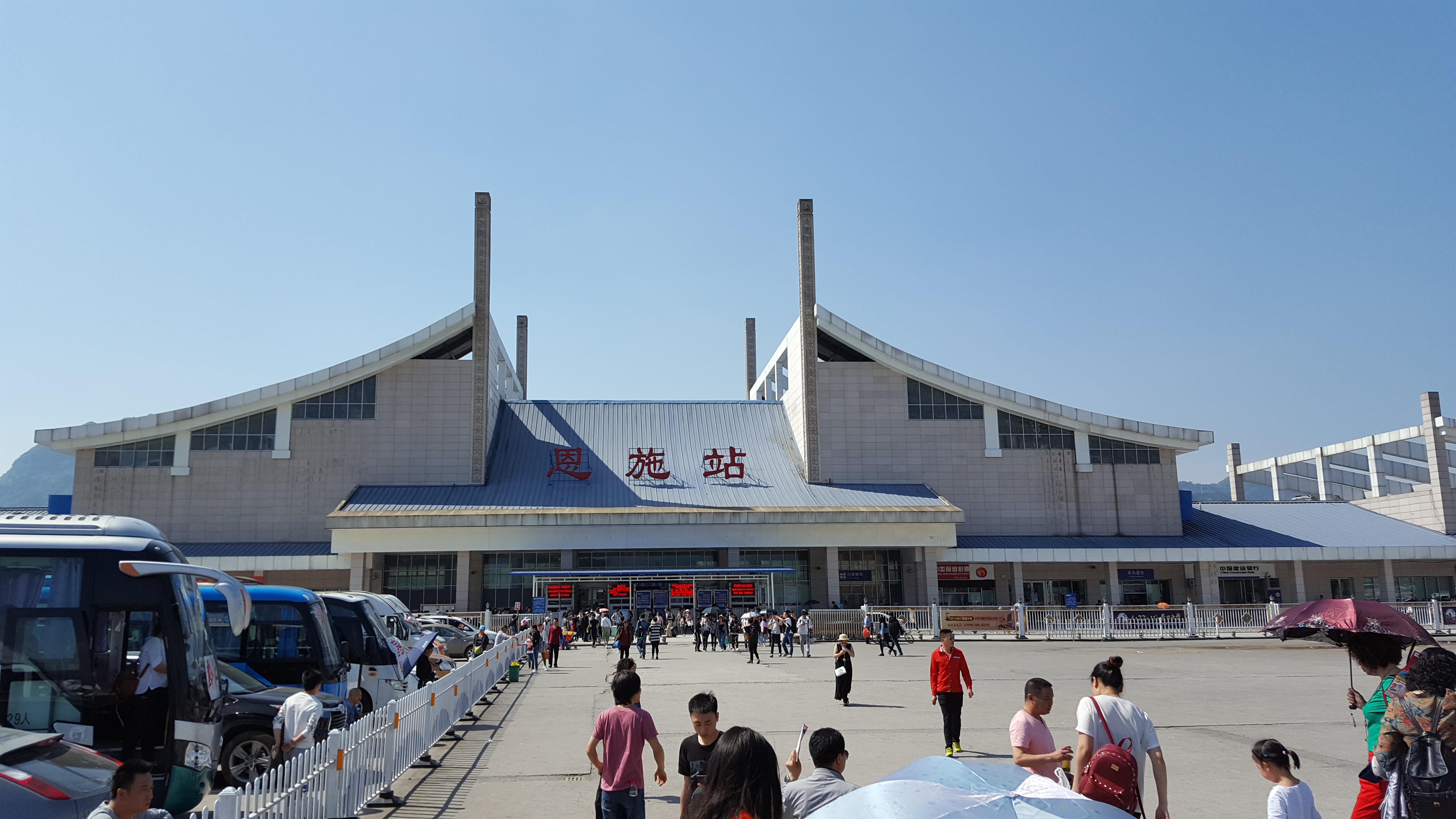
Bahnhof Enshi

Südlich und östlich am Stadtkern von Enshi vorbei führt die Autobahn Shanghai–Chongqing, westlich an der Stadt vorbei führt die Autobahn G6911 von Ankang im Süden der Provinz Shaanxi in den Kreis Laifeng des Bezirks Enshi, der südlich an das Stadtgebiet angrenzt. Direkt durch die Innenstadt von Enshi führt die Nationalstraße 209 von Hohhot in der Inneren Mongolei bis in die südliche Hafenstadt Beihai, Provinz Guangxi. Nordwestlich am Stadtkern vorbei führt die Nationalstraße 318 von Shanghai nach Kathmandu in Nepal.
Der Bahnhof Enshi im Norden des Stadtkerns liegt an der von Sun Yat-sen 1903 vorgeschlagenen, aber wegen des schwierigen Geländes erst ab dem 1. Dezember 2003 gebauten und am 22. Dezember 2010 in Betrieb gegangenen Bahnstrecke Yichang–Wanzhou, die auf dem Abschnitt Yichang–Lichuan einen Teil der Schnellfahrstrecke Shanghai–Wuhan–Chengdu bildet.
3 km südlich des Bahnhofsgebäudes und 3,5 km nördlich des Stadtzentrums, direkt an der Nationalstraße 209, liegt das Abfertigungsgebäude des am 28. November 1993 eröffneten Flughafens Enshi-Xujiaping (IATA-Flughafencode: ENH). Seit dem 18. April 2019 besitzt der Flughafen auch die Berechtigung, internationale Flüge anzubieten, bis zum Herbst 2023 gab es jedoch nur Inlandsflüge. Diverse chinesische Fluglinien flogen von Enshi aus 60 % der Provinzhauptstädte an. Im Flugplan Sommer/Herbst 2023 gab es 340 Starts und Landungen pro Woche, mit bis zu 52 Flugzeugbewegungen an einem einzelnen Tag.